# Julia Butterfly Hill
Julia Lorraine Hill (Julia "Butterfly" Hill, 18 de febrero de 1974) es una activista ambiental estadounidense y defensora de la resistencia fiscal. Es conocida por haber vivido sobre una secuoya (de 1500 años y 55 m de alto), en California, durante 738 días (desde diciembre de 1997 a diciembre de 1999). Vivió sobre ese árbol, llamado cariñosamente "Luna", como protesta para impedir que la Compañía Maderera del Pacífico lo derribara. 
Es la autora del libro El legado de luna, donde cuenta su experiencia,  y coautora de Uno hace la diferencia.

## Biografía
Su padre era un predicador que viajaba de ciudad en ciudad, junto con su familia. Julia, hasta que tuvo los diez años, vivió en una furgoneta camper de 10 metros con su padre Dale, su madre Kathy, y sus hermanos Mike y Dan. Cuando viajaba con su familia, en los campamentos, le gustaba explorar los ríos. Cuenta que cuándo tenía siete años, un día a ella y su familia, estando de marcha, les ocurrió un suceso sorprendente: una mariposa se posó en su dedo y se quedó allí por el resto de la caminata. De modo que la llamaron "Mariposa", Butterfly; un sobrenombre que decidió utilizar para siempre.
Cuando estaba en la escuela secundaria, su familia dejó de viajar y se establecieron en Jonesboro, Arkansas. En agosto de 1996, a los 22 años, tuvo un accidente automovilístico muy grave. El volante se le incrustó en el cráneo. Estuvo casi un año recibiendo terapias intensivas antes de recuperar la capacidad de hablar y andar normalmente.  Contó al respecto:

A medida que me recuperaba, me di cuenta de que toda mi vida había estado desequilibrada... Me había graduado de la escuela secundaria a los 16 años y había estado trabajando sin parar desde entonces, primero como camarera y luego como gerente de un restaurante. Había estado obsesionada con mi carrera, el éxito y las cosas materiales. El accidente me hizo darme cuenta de la importancia del momento y de que debía hacer todo lo posible para tener un impacto positivo en el futuro. El volante en mi cabeza, tanto en sentido figurado como literal, me dirigió hacia una nueva dirección en mi vida.

Entonces se embarcó en una búsqueda espiritual que la llevó a la causa ambientalista opuesta a la destrucción de los bosques de secuoya en Humboldt Condado, California.
Originalmente, Hill no se afilió a ninguna organización ambiental, decidiendo ella emprender la desobediencia civil. Pronto, fue activamente apoyada por Tierra Primero!, entre otras organizaciones, y por voluntarios.
Ante esta situación, y la imposibilidad de diálogo con la maderera, el 10 de diciembre de 1997, Julia Butterfly decidió ascender a la secuoya Luna, un árbol de 55 metros.
Se mantuvo en dos plataformas de 3,20 m² durante 738 días. El tronco de Luna era su camino para paseos y hacer ejercicios. Aprendió muchas habilidades de supervivencia mientras vivía en Luna. Ella decía "raramente me lavé las plantas de sus pies, porque la savia ayudaba a sus pies para que se aferraran a las ramas mejor." Utilizaba un móvil que se cargaba solarmente para entrevistas radiofónicas, llegando a ser una "corresponsal" de árbol para un programa espectáculo televisivo. En su plataforma alojó a periodistas de televisión que protestaban de la empresa de corte. Con cuerdas, se le suministraba las necesidades de supervivencia. Para mantenerse templada, se envolvía en una bolsa de dormir, dejando sólo un agujero pequeño para respirar. Para prepararse las comidas, utilizaba un quemador de propano. Durante su calvario, soportó lluvias y vientos de 65 km/h de El Niño, pases molestos de helicóptero, asedio durante diez días de guardias de seguridad de la compañía, y la intimidación que intentaron los de la compañía maderera.
En 1999 se logró, por fin, una resolución por la que la Compañía de Madera Pacific acordaba proteger a Luna y a todos los árboles dentro de un radio de 61 m de zona de amortiguamiento. A cambio, Hill aceptó abandonar el árbol. Además, los 50.000 dólares que Hill y otros activistas levantaron durante la causa fueron entregados a la empresa maderera, según lo estipulado en la resolución. El acuerdo también preveía que la empresa donaría esa misma cantidad a la Universidad Estatal de Humboldt para la investigación de prácticas forestales sostenible.
Unos vándalos más tarde dañaron el árbol con una sierra. Los observadores en la escena dijeron el corte midió 81 cm a 6 m de la base, un poco menos de medio la circunferencia del árbol. La herida fue tratada con un remedio, y el árbol se estabilizó con cables de acero. En la primavera de 2007, el árbol ya crecía bien cada año. Cuidadores escalan rutinariamente el árbol para comprobar su estado y para mantener los cables de acero.

## Después de su subida al árbol

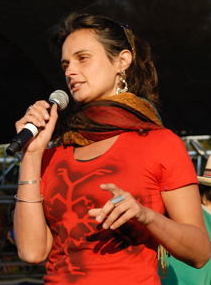
Hill habla en el Festival de Armonía en 2009.

Desde su experiencia con la secuoya, se convirtió en portavoz ambiental (con 250 intervenciones al año), una autora de altas ventas, y cofundadora del Círculo de Fundación de Vida (ayudó a organizar Nosotros El Planeta, una eco-visita de música amistosa) y el Comprometer Red, una organización ONG de grupos pequeños de dirigentes cívicos para trabajar hacia cambio social.

### Protesta de oleoducto del Ecuador
El 16 de julio de 2002, fue detenida en Quito, Ecuador, al pie de las oficinas de Occidentales Petroleum, por protestar por un oleoducto propuesto que penetraría un bosque de nube andino virgen donde se conservan pájaros raros. "El bosque de nube está anonadado," dijo. " Es este profundo, lush verde, spangled con explosiones de rojos, amarillos y púrpura de las flores, pájaros e insectos. Pero vimos con estupor la destrucción ambiental a lo largo de las tuberías que ya habían construido." El Presidente ecuatoriano Gustavo Noboa comentó: "Los gringos han sido arrestados, incluyendo a la vieja cacatúa que sube árboles." Posteriormente fue deportada de Ecuador.

### Protesta por la venta de la granja
En 2006, protestó por la venta de la Granja Central Del Sur en un intento de salvar las 5,7 ha de granja de los desarrolladores inmobiliarios.

### Mirando al futuro
En una entrevista de abril de 2009, reflexionó sobre su futuro.

Desde entonces, la sentada en el árbol y la acción han creado este papel muy particular que Julia Butterfly Hill cumple. Y, como soy una persona comprometida con el crecimiento, con la búsqueda de dónde está mi límite, ese papel ahora es demasiado limitado para mí. Pero es difícil determinar qué es lo próximo porque existe toda esta realidad que se ha creado en torno a este papel que desempeño. Y no estoy descartando ese papel: he podido ayudar a comunidades que amo mucho. Y al mismo tiempo, estoy buscando qué es lo próximo para mí, y es muy fácil permanecer en ese papel que yo y este mundo creamos juntos. Pero solo sé que hay aspectos de él que necesito dejar de lado.

## Cultura popular
En Penn & Teller primera estación de su espectáculo televisivo documental, Bullshit, fue entrevistada y sus motivaciones estuvieron cuestionadas por Penn Jillette y Patrick Moore, el fundador de Greenpeace.
El 10 de diciembre de 1998, un concierto de beneficio se hizo en el Mateel Centro Comunitario en Redway, California, durante su "Julia se sienta en el árbol". Los artistas que actuaron fueron Bob Weir y Mark Karan como un dúo acústico, Steve Kimock Banda, y Mickey Hart Banda. Julia participó en el acontecimiento, leyendo su poema "Luna" vía telefónica mientras la Banda Mickey Hart actuaba "La Danza Sorcerer".
El duodécimo episodio de estación de Los Simpson llamado "Lisa la ecologista" fue concebido luego de que el escritor Mate Selman oyó la historia de Julia.
Una adaptación cinematográfica del libro El Legado de Luna, dirigido por Laurie Collyer y protagonizado por la actriz Rachel Weisz, quedó estancada debido a una infernal etapa de desarrollo a pesar de que Weisz trabajó activamente para que el proyecto saliera adelante.